# Жгир, Борис Андреевич
Борис Андреевич Жгир (род. 29 января 1969) — советский и российский легкоатлет, специалист по бегу на короткие дистанции. Выступал за сборные СССР и России по лёгкой атлетике в конце 1980-х — середине 1990-х годов, двукратный чемпион России в эстафете 4 × 100 метров, многократный призёр первенств всесоюзного и всероссийского значения. Представлял город Омск. Мастер спорта России международного класса. Тренер и спортивный судья.

## Биография
Борис Жгир родился 29 января 1969 года. Уроженец Омска, начал заниматься лёгкой атлетикой в 1979 году в возрасте десяти лет под руководством тренера Людмилы Алексеевны Третьяковой.
Впервые заявил о себе в сезоне 1988 года, когда вошёл в состав советской сборной и выступил на юниорском мировом первенстве в Садбери, где вместе с соотечественниками занял пятое место в программе эстафеты 4 × 100 метров.
В 1991 году выиграл бронзовую медаль в беге на 60 метров на зимнем чемпионате СССР в Волгораде. На соревнованиях в Сочи установил свой личный рекорд в беге на 100 метров — 10,40. На чемпионате страны в рамках X летней Спартакиады народов СССР в Киеве с командой РСФСР завоевал серебряную награду в эстафете 4 × 100 метров.
В 1992 году получил серебро в беге на 200 метров на зимнем чемпионате России в Волгограде. Пытался пройти отбор на Олимпийские игры в Барселоне, но на отборочном чемпионате СНГ в Москве дважды сделал фальстарт.
В 1994 году с командой Омской области одержал победу в эстафете 4 × 100 метров на чемпионате России в Санкт-Петербурге.
В 1995 году на чемпионате России в Москве вновь выиграл эстафету 4 × 100 метров.
Завершил спортивную карьеру в 1996 году после неудачного выступления на чемпионате России в Санкт-Петербурге.
За выдающиеся спортивные достижения удостоен почётного звания «Мастер спорта России международного класса».
Впоследствии проявил себя на тренерском поприще, работал с детьми и паралимпийцами, с 2004 года — тренер-преподаватель Центра олимпийской подготовки «Авангард» в Омске, с января 2022 года — тренер омской областной Спортивной школы олимпийского резерва. Подготовил несколько титулованных бегунов на длинные дистанции, в частности его воспитанницами являются победительницы Сибирского международного марафона Евгения Данилова, Марина Ковалёва, Нина Поднебеснова. Тренер высшей категории, спортивный судья всероссийской категории. Доцент Сибирского государственного университета физической культуры и спорта.
В 2014 году участвовал в эстафете олимпийского огня зимних Олимпийских игр в Сочи.